# Lucía Maya
Lucía Maya (Isla de Santa Catalina, 1953) es una pintora y escultora mexicana.

## Biografía
Hija de Helen Dolores Maya Magdalena y Francisco Cerda Aranda, en 1957 se instaló en San Pedro Tlaquepaque, Jalisco, México, donde sus padres tuvieron un taller de ropa. En 1971 comenzó sus estudios en la Escuela de Artes Plásticas de la Universidad de Guadalajara. Entre sus maestros se cuentan: Jesús Mata, Jorge Navarro, Alfonso de Lara Gallardo, Jorge Martínez, Ángel Medina y Francisco Rodríguez «Caracalla». En 1973 recibió una beca del Instituto Allende, de San Miguel de Allende, Guanajuato, y un año después viaja a España para estudiar por un año en la Academia de Bellas Artes de San Fernando, en Madrid. En 1975 comienza sus cursos de litografía en el Molino de Santo Domingo, de la Ciudad de México. Conoce allí a los artistas Nunik Sauret, Mario Martín del Campo y Felipe Dávalos. 
En 1978 contrajo matrimonio con el historiador de arte y profesor Gutierre Aceves Piña, con quien tuvo una hija en 1979.
Realizó su primera exposición en el Teatro Degollado de Guadalajara, Jalisco, y su primera exposición individual, La casa de las muñecas, en la Casa del Lago del Bosque de Chapultepec.
En 1986 estudió grabado en metal en el taller de Alejandro Ehremberg, en Naucalpan, Estado de México, y regresó a vivir a Guadalajara.
En 1991, con motivo del fallecimiento de su amigo Marco Antonio Arteaga y en su memoria, realiza el homenaje-instalación itinerante Mártires del Paraíso; para ello trabajó con otro amigo suyo, el pintor Gonzalo Ceja. Este trabajo la llevó a producir su primer espectáculo plástico-musical Imágenes a viva voz: 12 cuadros en escena, en el Teatro Doblado, de León, Guanajuato.
En 1993 se separó de Gutierre Aceves y residió una temporada en Princeton, Nueva Jersey, donde realizó una serie de xerografías intitulada Letanías nocturnas.
Después de pasar un tiempo regresa a vivir a Guadalajara. En 1995 expuso Preludios del insomnio: las fases de Hécate, en el Museo del Palacio de Bellas Artes de la Ciudad de México; en esa exposición realizó la acción plástica La niña de las horas.
En 1997 creó «Sístole-Diástole» una editorial alternativa, cuyo nombre se deriva de las primeras ediciones creadas en los años ochenta, en la Ciudad de México, con el artista Ricardo Anguía.
En 1999 creó el proyecto itinerante de neográfica digital intitulado Síntesis de la constancia, haciendo llegar su trabajo a espacios alternativos y, en algunos casos, marginales.
El año 2000 realizó una exposición retrospectiva con el título de Luz implacable, ocupando las galerías del Ex Convento del Carmen, en Guadalajara, Jalisco. Publicó asimismo el libro Luz implacable, editado por la Dirección General de Patrimonio Cultural de la Secretaría de Cultura del Gobierno de Jalisco, y realizó un espectáculo intitulado Luminarias de la sombra, con la participación de las artistas Liliana Felipe y Jesusa Rodríguez. A partir de la exposición inicial Síntesis de la constancia, proyecta la nueva exposición didáctica de gráfica y neográfica itinerante, que lleva por nombre Los motivos del amor y del oficio.
En 2001 elaboró un proyecto para auto-becarse en Dinamarca. En el año 2002 viajó a residir a Dinamarca y a Alemania, para dedicarse exclusivamente a pintar y estudiar la luz en el paisaje. Regresa en noviembre para exponer en Sístole-Diástole la serie elaborada en Europa, que lleva por título Pasajeros del exilio.
En 2003, de regreso en Guadalajara, volvió a incursionar en el trabajo digital para elaborar nuevos libros de artista, así como un video animado de la serie Pasajeros del Exilio que dedica a Aniceto Aramoni, y que llevó por título Luz en el exilio. Ese año pintó también en los billares Canaima el mural "El lugar sin Límites" en memoria del artista Marcos Huerta, en el pueblo de Tlajomulco de Zúñiga. En 2004 realizó un viaje a la Patagonia, becada por Astrid Hadad y Michel Desfrene, para estudiar y pintar los glaciares del Cono Sur. Ese año expuso una retrospectiva de 29 años de trabajo en el Museo de Arte de Ponce de Puerto Rico. Participó en la exposición para celebrar los 15 años del Museo Nacional de Tequila en Jalisco en 2015.